# Droit pénal spécial
Le droit pénal spécial est, dans la plupart des systèmes juridiques, la partie du droit pénal qui prévoit les différentes infractions et leurs peines conséquentes.

## Par pays
- Droit pénal spécial en France
- Droit pénal spécial en Suisse